# Indralaya Raya
Indralaya Raya is een bestuurslaag in het regentschap Ogan Ilir van de provincie Zuid-Sumatra, Indonesië. Indralaya Raya telt 3976 inwoners (volkstelling 2010).